# جون هال (لاعب كرة قدم)
جون هال (بالإنجليزية: John Hall)‏ (1 يناير 1944 في المملكة المتحدة - ) هو لاعب كرة قدم بريطاني في مركز جناح ‏. لعب مع برادفورد سيتي وهدرسفيلد تاون ونادي غاينسبورو ترينيتي ونادي جيزيلي ‏.

## وصلات خارجية
- جون هال على موقع قاعدة بيانات كرة القدم.إي يو (الإنجليزية)